# غزة سكاي جيكس
غزة سكاي غيكس (بالإنجليزية: Gaza Sky Geeks - GSG)‏، التي كانت تُعرف سابقًا باسم مبادرة شبكة المطورين العرب، هي المركز التكنولوجي الأول والوحيد لدعم الشركات الناشئة في غزة في فلسطين. أسس في عام 2011 بدعم من المنظمة الإنسانية العالمية فيلق الرحمة وجوجل، بعد زيارة مديرة جوجل ورئيسة جوجل إكس ميغان سميث غزة. ومنذ ذلك الحين،تمول GSG من قبل شركات وادي السيليكون الأخرى، مثل مايكروسفت، ومن قبل المانحين الدوليين مثل مؤسسة كونراد أدناور.

## نبذة
تعمل غزة سكاي جيكس على تدريب الشباب وتسهيل انخراط شركات تكنولوجيا المعلومات الناشئة في أنشطة الأعمال وهندسة البرمجيات، وتوفر لرواد الأعمال الشباب منحًا لبدء الأعمال التجارية في مجال تكنولوجيا المعلومات. تستضيف GSG ما يصل إلى 140 شخصًا يوميًا، نصفهم تقريبًا من النساء. وقد افتتحت موقعًا ثان في الخليل عام 2018. وقد زار ممثلون من شركات التكنولوجيا الكبرى مثل أوبر وجوجل وساوند كلاود ومايكروسفت وستارتاب 500، وإنيدفور غلوبال، وأوداسيتي، وهيتاشي، وغيرهم مركز التكنولوجيا هذا.

## تاريخ التأسيس
المركز واحد من برامج فيلق الرحمة، وهي منظمة إنسانية دولية أسست عام 2011 بالتعاون مع جوجل، بهدف رعاية الشباب الفلسطيني والاستفادة من ذوي المهارات العالية، ومن أجل تحفيز الاقتصاد الرقمي الفلسطيني. تعمل غزة سكاي جيكس في جميع أنحاء قطاع غزة والضفة الغربية، وتوفر لأصحاب العمل الحر والمؤسسين والمبرمجين الناشئين التدريب والدعم الفني الذي يحتاجون إليه لكسب دخل حقيقي عبر الإنترنت.